# Good Directions
Good Directions è un singolo del cantante statunitense Billy Currington pubblicato il 25 settembre 2006 come terzo ed ultimo estratto dal suo secondo album in studio Doin' Somethin' Right.

## Successo internazionale
Il singolo ottenne grande successo negli Stati Uniti ed in Canada.